# Dasycyrton sucinopedis
Dasycyrton sucinopedis är en tvåvingeart som beskrevs av Artigas 1970. Dasycyrton sucinopedis ingår i släktet Dasycyrton och familjen rovflugor. Inga underarter finns listade i Catalogue of Life.